# Норт-Казін
Норт-Казін (англ. Cousin / Cousin N.) — невеликий гранітний острів в Індійському океані, належить до Північно-Східної групи Внутрішніх Сейшельських островів.

## Географія
Розташований за 4 км на південний захід від острова Праслен та за 2 км від найближчого острова Саут-Казін. Довжина острова становить 700 м, ширина — 500 м. Острів вкритий тропічними лісами та майже повністю оточений піщаними пляжами, окрім скелястого південного узбережжя. Найвища точка острова — пагорб заввишки 69 м у південній частині острова. Також ростуть мангрові ліси та є кілька прісноводних ставків. Коралові рифи простягаються на 400 м від узбережжя.

## Флора і фауна
Серед острівної рослинності домінують дерева Pisonia grandis, Morinda citrifolia та Ochrosia oppositifolia. Ближче до узбережжя ростуть Casuarina equisetifolia та кокосові пальми. Для скелястого рельєфу південної частини острова притаманні чагарники Pandanus balfourii, Ficus reflexa, Ficus lutea та Euphorbia pyrifolia, а також високі трави та папороті.
На острові живуть кілька ендемічних сейшельських ящірок, сцинки Mabuya wrightii, M. seychellensis та Pamelascincus gardineri, гекони Phelsuma astriata та Ailuronyx sechellensis, прісноводні черепахи Pelusios subniger та 19 альдабрських черепах. На острові Норт-Казін відкладають яйця морські черепахи-бісса та іноді зелені черепахи.
Особливістю фауни Норт-Казіна є низка рідкісних ендемічних видів птахів. Так, острів став останнім притулком для зникаючого виду птахів — Acrocephalus sechellensis. Станом на 1959 рік їх залишалося близько 26-29 особин. Після консервації острова популяція стала відроджуватися, птахів поступово перевозили на інші острови. 1999 року популяція нараховувала 353 особини, відтоді вона виросла до близько 3000 особин.
Норт-Казін є одним з чотирьох островів, де живе птах Foudia sechellarum, станом на 1997 рік їх залишилося близько 800–1200 особин. 1995 року на острів завезли з острова Фрегат три пари сейшельських шама-дроздів (Copsychus sechellarum). 1997 року популяція виросла до 25 особин.
Інші рідкісні види птахів, що живуть на острові — сейшельська нектарниця (Cinnyris dussumieri), сейшельський блакитний голуб (Alectroenas pulcherrima) та малагасійська горлиця (Nesoenas picturata).
На острові в'ють гнізда близько 300 тис. птахів семи різновидів. З травня по вересень, під час південно-східного мусону, на острові гніздиться велика колонія крячків Anous tenuirostris, частину якої (близько 1300 пар) складають бурі дурні крячки (Anous stolidus). Коли дме північно-західний мусон, на пагорбі острова гніздяться клинохвості буревісники (Puffinus pacificus). Протягом року на острові виводять потомство, звичайні білі крячки (Gygis alba), бурокрилі крячки (Onychoprion anaethetus), білохвості фаетони (Phaethon lepturus) та Puffinus lherminieri. Також на Норт-Казині мешкають декілька видів прибережних птахів, таких як Arenaria interpres, водяні курочки (Gallinula chloropus) та зелені квакви (Butorides striatus).
Над островом можна іноді побачити великих фрегатів та фрегатів Аріель, що використовують острів як місце ночівлі.

## Охорона природи
Раніше на Норт-Казіні розміщувалися плантації кокосових пальм, заради яких було майже знищено первісну рослинність. 1968 року організація BirdLife International придбала острів та вирубала молоді кокосові пальми, тим самим дозволивши місцевій флорі та фауні відродитися. 1975 року Норт-Казін був оголошений спеціальним природним заповідником під захистом держави. Він управляється недержавною природозахисною організацією Nature Seychelles. Острів визнано «регіоном, важливим для птахів» (Important Bird Area).
Острів знаний як гарний приклад управління захистом навколишнього середовища та не однократно був об'єктом цільових досліджень. Екотуристичні програми Норт-Казіна виграли кілька призів, включаючи нагороду з екотуризму видавництва Condé Nast та премію Tourism for Tomorrow.